# Nicholas Ridley (biskop)
Nicholas Ridley, född omkring 1500 i Northumberland, död 16 oktober 1555 i Oxford, var en engelsk teolog, biskop, reformator och en av Oxfordmartyrerna.

## Reformator, Cranmers medhjälpare
Ridley studerade vid universitetet i Cambridge, och senare också vid Sorbonne och Katolska universitetet i Leuven. Under en kortare period var han församlingspräst, men hans huvudsakliga gärning var som akademiker och i kyrkans ledande roller.
Från 1534 tillhör Ridley tydligt den protestantiska falangen av Engelska kyrkan, och stöttade ärkebiskop Thomas Cranmers reformation. Han blev Cranmers kaplan 1537 och medverkade vid tillkomsten av "Book of Common Prayer" och de 42 artiklarna. Under 1540-talet var han verksam vid universitetet i Cambridge, och tog en ledande roll i att förändra prästutbildningen i en reformatorisk riktning.

## Biskop av London
Under Edvard VI:s regering 1547–1553 utsågs åtta nya biskopar, alla med reformatorisk inriktning. Tillsammans med sju befintliga reformatorer, utgjorde de en betydande kraft bland kyrkans totalt 26 biskopar och ärkebiskopar. En av dem var Ridley, som blev biskop av Rochester 1547.
Som biskop blev Ridley ombedd av ärkebiskop Cranmer att vara ledamot i den kommission som skulle granska biskopen av London, Edmund Bonner, som anklagades för heresi. Bonner påstods ha försvarat Kristus realpresens i mässan, och hade även avstått från att bekräfta kung Edvard VI:s roll som kyrkans överhuvud. Kommissionen fråntog Bonner hans ämbete 1549, och samma år blev Ridley förflyttad från Rochester till Londons stift. 
Ridely utmärkte sig för varm personlig fromhet och var en produktiv författare, men många av hans arbeten har gått förlorade och inget av dem gavs ut i tryck förrän efter kung Edvard VI:s död. De bevarade skrifterna har senare utgivits av Parker Society.
Han var också en stark kraft för en omvälvande reformering av kyrkan, och som nytillträdd biskop av London beordrade han att alla stenaltare i kyrkorna i stiftet skulle förstöras, och ersättas med enklare nattvardsbord. Vid biskopsvisitation av församlingarna verkade han för att Book of Common Prayer skulle användas i församlingen, att helgonskrin och ikoner skulle tas bort, påvens makt förnekas, antalet helgondagar minskas, och att ritualer som påminde om den papistiska mässan skulle undvikas.  

## Fall och avrättning

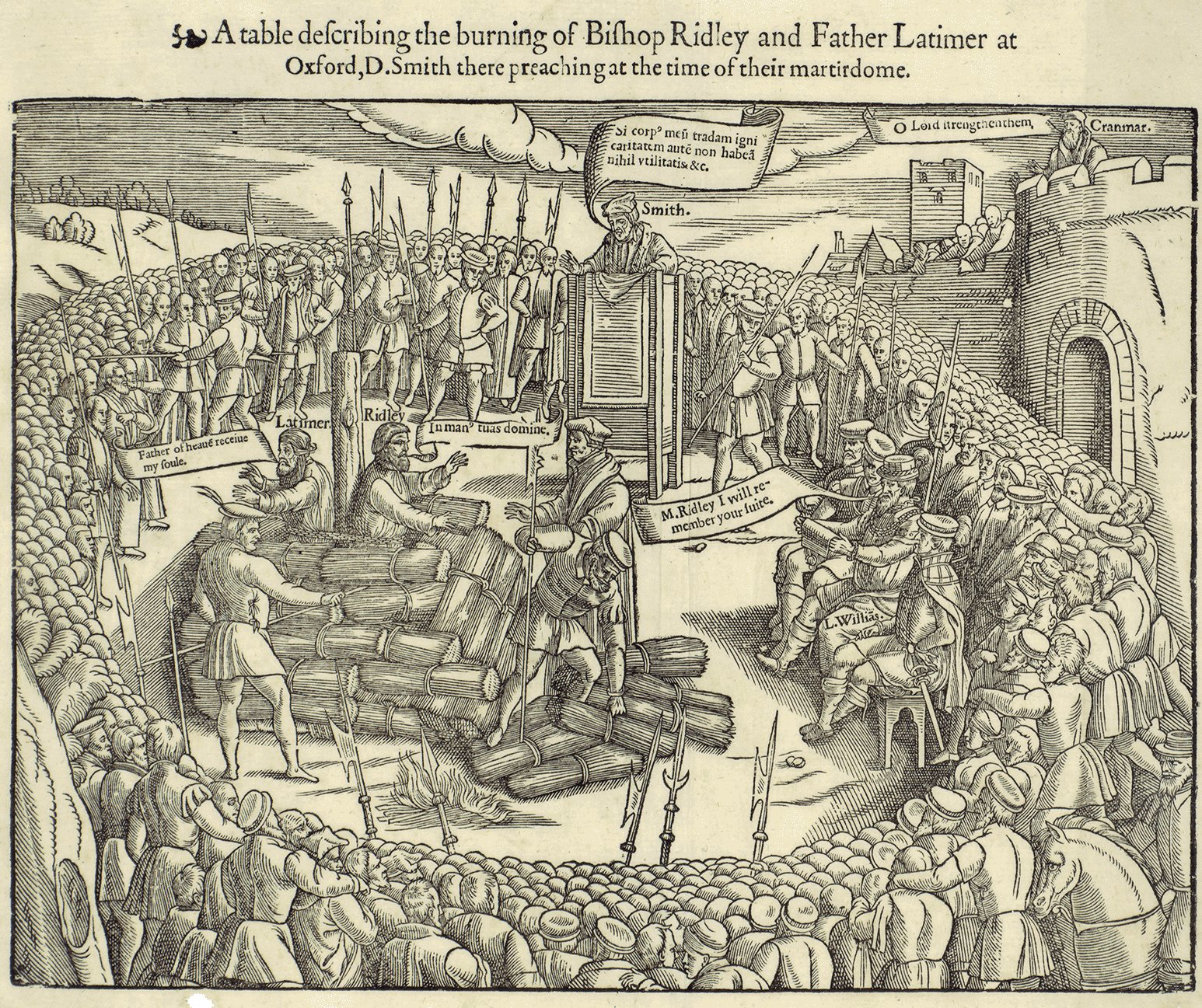
Ridley och Latimer bränns på bål. Träsnitt från Book of Martyrs (1563).

Inför Edvard VI:s död 1553 använde Ridley sin roll som sammankallande för Canterburys prästkonvokation för att försöka hindra den katolska Maria I att ta över tronen; i stället stöttade han Lady Jane Grey.
När drottning Maria trots det tog makten från Lady Jane redan efter några dagar, kom Ridley att fängslas i Towern den 23 juli 1553. Under den marianska förföljelsen anklagades Ridley för landsförräderi. Efter en tid i fängelse avrättades han genom bränning på bål, det skedde i Oxford den 16 oktober 1555 tillsammans med Hugh Latimer. 
Tillsammans med ärkebiskop Cranmer, som avrättades ett halvår senare, ingår Ridley och Latimer i Oxfordmartyrerna, vilket bland annat uppmärksammats genom minnesmärket Martyrs' Memorial  i Oxford.